# پارلوکس
پارلوکس (انگلیسی: Parlux) شرکت لوازم بهداشتی ایتالیایی است، که در سال ۱۹۷۷ تأسیس شد.